# Potamopyrgus
Potamopyrgus is een geslacht van weekdieren uit de klasse van de Gastropoda (slakken).

## Soorten
- Potamopyrgus acus Haase, 2008
- Potamopyrgus alexenkoae Anistratenko in Anistratenko & Stadnichenko, 1995
- Potamopyrgus antipodarum (Gray, 1843)
- Potamopyrgus dawbini Powell, 1955
- Potamopyrgus doci Haase, 2008
- Potamopyrgus estuarinus Winterbourn, 1970
- Potamopyrgus kaitunuparaoa Haase, 2008
- Potamopyrgus oppidanus Haase, 2008
- Potamopyrgus polistchuki Anistratenko, 1991
- Potamopyrgus troglodytes (Climo, 1974)